# Frank Budgen

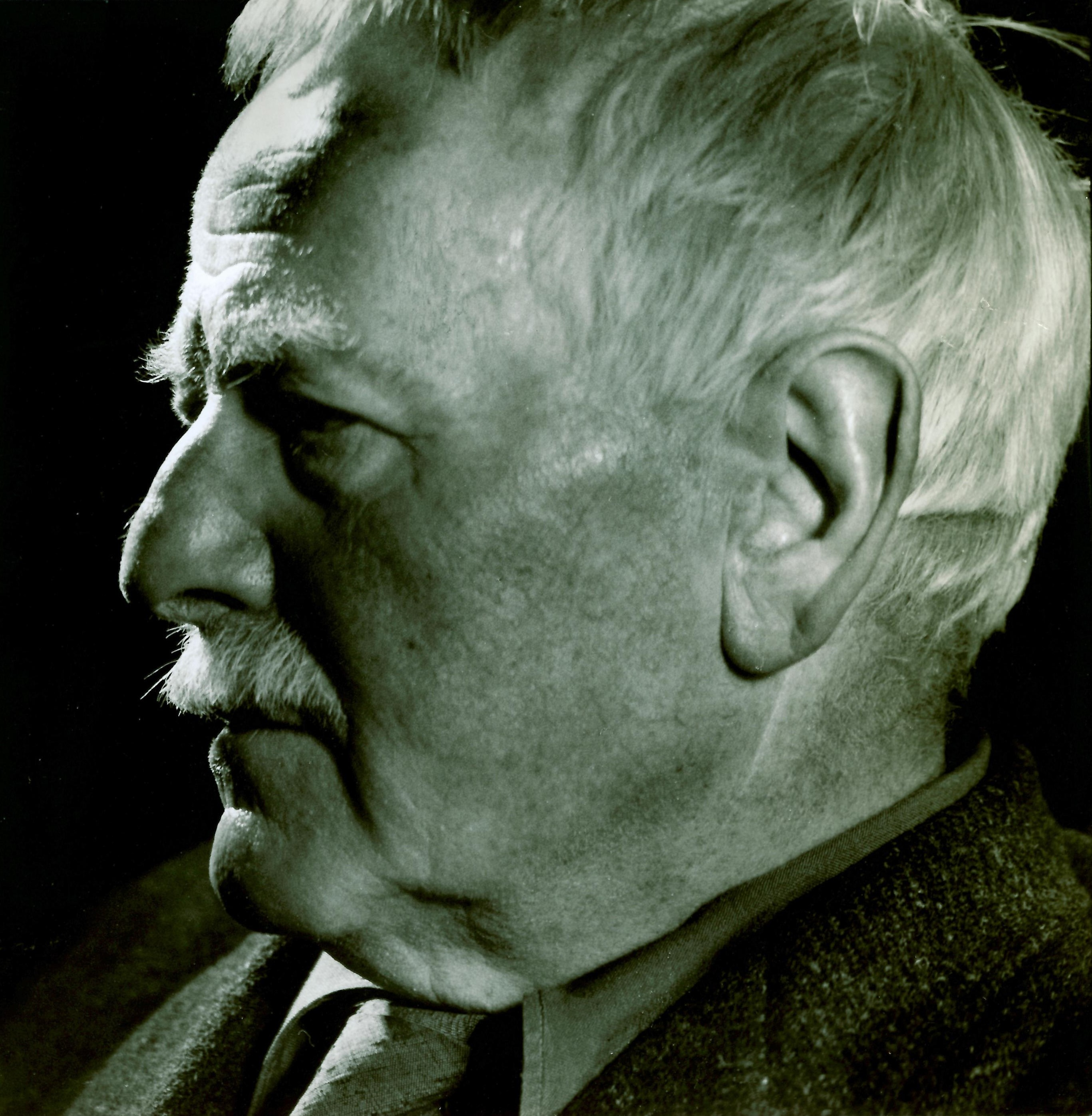

Frank Budgen (1882-1971) fue un pintor inglés del siglo XX al que se relaciona frecuentemente con el escritor irlandés James Joyce; es de notar que ambos nacieron en 1882. 
Nacido en Surrey, Budgen pasó seis años en el mar antes de trabajar en Londres como empleado de correos. Con posterioridad cambió de trabajo varias veces antes de viajar a París, en 1910, con el propósito de estudiar arte, trasladándose más tarde a Suiza, hacia el período de la Primera Guerra Mundial. En este país fue contratado por el Ministerio de Información Británico, en una institución establecida en Zúrich que tenía por objeto «la difusión de propaganda británica en países neutrales». Budgen regresó en 1920 a Londres, donde permaneció hasta su muerte.
Joyce y Budgen pasaron gran parte de la guerra en la misma ciudad y similares círculos sociales, y son muy conocidas sus frecuentes francachelas juntos. De acuerdo con el libro de Budgen James Joyce and the Making of "Ulysses" ([James Joyce y la elaboración del "Ulises"], 1934), Joyce examinó muchas cuestiones estéticas con Budgen, a menudo refiriéndose a los libros de Joyce Retrato del artista adolescente, Ulises y Finnegans Wake. Sobre este último, Budgen declaró que Joyce se refería al mismo como Work in Progress; de hecho, algunas de las conversaciones que reporta Budgen de las que mantuvo con Joyce implican que el irlandés tuvo muy en cuenta sus opiniones para el diseño de la forma y el contenido de esta su última obra.
En una introducción a James Joyce and the Making of "Ulysses", el erudito joyceano Clive Hart escribió sobre Budgen:
«Una de las muchas cualidades de Budgen era su don para hacer nuevas amistades con personas de todas las edades. [...] Hacia los treinta años, cuando él y Joyce tenían una relación más estrecha, Budgen debió ser un compañero muy estimulante. Incluso a los ochenta era un excelente compañero de fiesta, disfrutando del trato con gente de todo tipo y siendo agasajado por muchos de los hombres y casi todas las mujeres. Hablaba con entusiasmo, y escuchaba (como pocas personas lo hacen) con idéntico ánimo. Era al verlo en compañía de sus amigos cuando se veía más claramente al hombre vigoroso, inteligente, infinitamente curioso que Joyce había conocido. Budgen era de mediana estatura, de construcción sólida, con anchas espaldas y una de las mentes más sanas de que tengo noticia. Se sentía a sus anchas en el mundo de las cosas materiales. Como los de todo buen artista plástico, su tacto y su mirada eran muy sensibles a todo lo que sucediese a su alrededor; nunca rehuía la proximidad física».